# Stanisław Michał Wiśniewski
Stanisław Michał Wiśniewski herbu Prus I (ur. 1665, zm. XVIII w.) – polski szlachcic, skarbnik i podczaszy nurski, chorąży żydaczowski.

## Życiorys
Stanisław Michał Wiśniewski urodził się 8 sierpnia 1665 w Chodorowie w polskiej rodzinie szlacheckiej Wiśniewskich herbu Prus.
 Był synem cześnika łomżyńskiego Jana Wiśniewskiego i Agnieszki z Lenartowiczów herbu Pobóg.
6 czerwca 1699 zawarł związek małżeński z Heleną Kamińską herbu Jastrzębiec, córką Stanisława Kamińskiego, sędziego i burgrabiego krzemienieckiego. Z tego związku syn Ignacy Józef.
Stanisław Wiśniewski pełnił urząd skarbnika i podczaszego nurskiego (20 lipca 1699). Posiadał wójtostwo gliniańskie (23 czerwca 1702), był tenutariuszem na Radohoszczu i Zarudzie w powiecie pińskim. W 1709 został mianowany chorążym żydaczowskim.